# Henrik I. Zutphenski
Henrik I. Zutphenski z vzdevkom 'Starejši', (ok. 1080 – 1118) je bil grof Zutphenski od leta 1113 do svoje smrti. 

## Življenjepis
Henrik I. je bil sin grofa Otona II. Zutphenskega iz njegovega drugega zakona z Judito Arnsteinsko, hčerko grofa Ludvika Arnsteinskega. Bil je poročen z Matildo (umrla okoli 1117), hčerko Kuna iz Northeima , grofa Beichlingena in Kunigunde iz Weimar-Orlamünde.
Leta 1113 je nasledil svojega očeta kot grof Zutphenski in kot podadvokat/podskrbnik opatije Corvey. Henrik I. je bil redno omenjen v cesarskih dokumentih in mu je cesar Henrik V. dodelil številne frizijske grofije, ki jih je kmalu spet izgubil.
Leta 1114 se je kölnski nadškof Friderik I. Schwarzenburški uprl Henriku V. Med drugimi se je nadškofu pridružil Henrik I. Zutphenski in uporniki so med drugim napadli grofijo Gelders. Leta 1117 je bil sklenjen mir in takrat je Henrik poročil svojo sestro Ermengardo z grofom Gerhardom II. Gelderskim. 
Henrik I. je umrl leta 1118, potem ko je približno pet let vladal nad Zutphenom. Ker ni imel otrok, je njegova posestva podedovala njegova sestra Ermgarda.